# 切利克汗
切利克汗是土耳其的城鎮，位於該國南部，距離首府阿德亞曼56公里，由阿德亞曼省負責管轄，面積584平方公里，海拔高度1,388，2011年人口8,213。

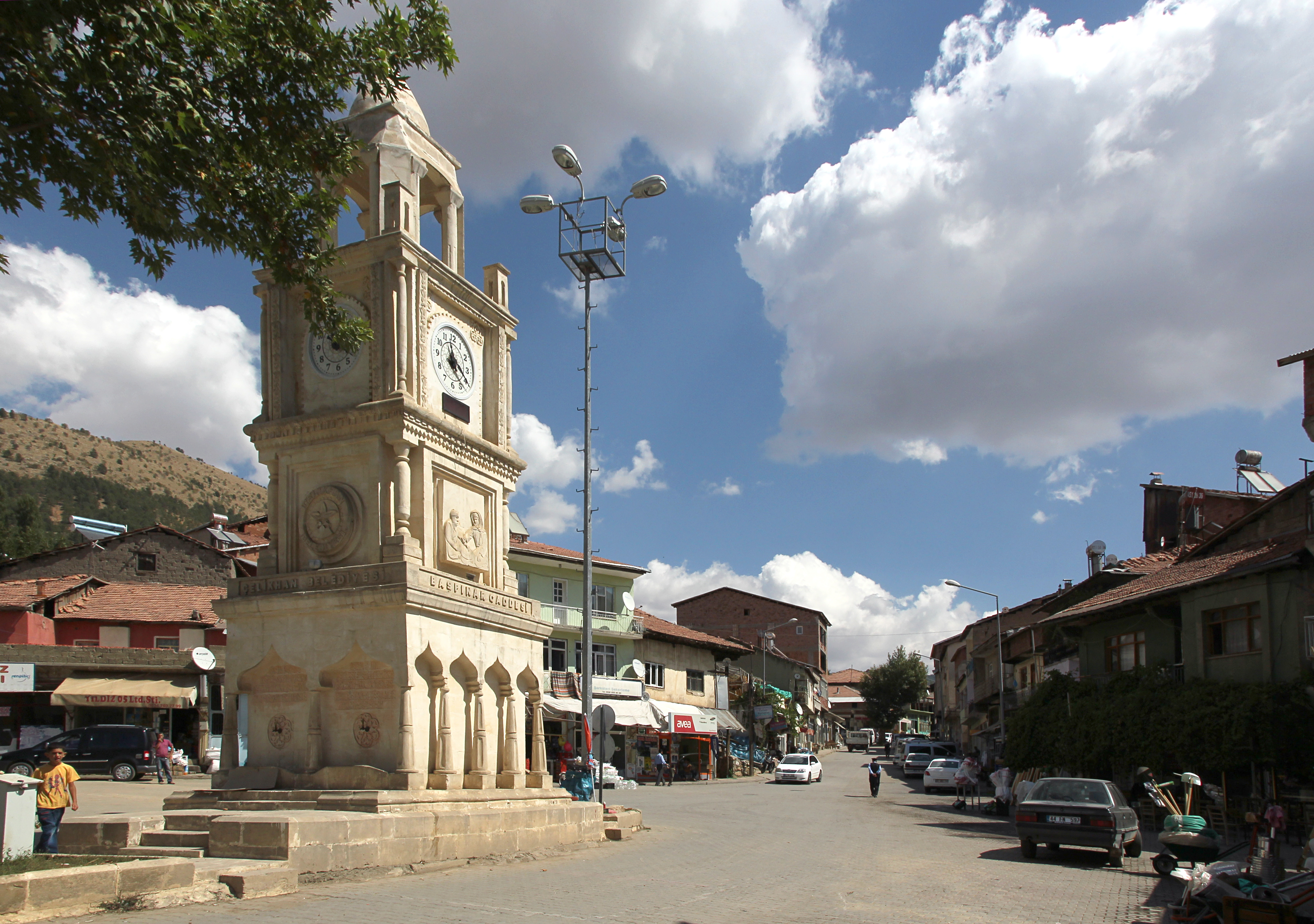
Çelikhan